# 恋して悪魔〜ヴァンパイア☆ボーイ〜
『恋して悪魔〜ヴァンパイア☆ボーイ〜』（こいしてあくま ヴァンパイアボーイ）は、2009年7月7日から同年9月8日まで、関西テレビと共同テレビの共同制作により、フジテレビ系列で毎週火曜日の22:00 - 22:54（JST）に放送された連続ドラマ。
人間の血を吸うために人間界にやってきた半人前のヴァンパイアと、彼が生徒として編入してきた学校の女性教師との禁断の恋愛を描いたラブストーリー。キャッチコピーは「それは、禁断の恋。でも、運命の恋。」。
中山優馬は民放連続ドラマでは初の主演となり、火曜10時枠では史上最年少主演となった。また、近藤真彦は同枠の『ドンウォリー!』以来、約11年ぶりの連続ドラマ出演。
2010年2月19日にDVD-BOXが発売された。

## あらすじ
黒宮ルカは、牙が生える時期を迎えたことから、永遠の命を得るために人間界にやって来た半人前のヴァンパイア（吸血鬼）。転校生として光陽学院高等学校を訪れ、転入早々女子生徒から人気を集めるが、牙は一向に生えない。そんな中、何かと自分に世話を焼く担任教師・夏川真琴を当初は鬱陶しく思っていたが…。

## 登場人物

### ヴァンパイア
黒宮ルカ（16） / 歩
演 - 中山優馬
本作品の主人公。まだ血を吸ったことがない半人前ヴァンパイア。人間界では正体を隠すために、ルーマニア出身の新條家の遠縁ということになっており、昼間は常にパーカーのフードをかぶったり日傘を差したりして、日差しを避けている。十字架とにんにくも苦手で、血の代わりにプルーンドリンクを飲んでいる。容姿端麗で謎めいた印象から、光陽学院高等学校に転校早々女子生徒たちの注目を集めるが、感情に左右される人間を毛嫌い、クラスでは問題児となっている。しかし真琴やクラスメート、さらに新條家の人達と接する中で人間の持つ様々な感情を知り、今まで抱いていた人間への嫌悪感が少しずつ揺らぎ始める。本能的に好意を持つと牙が現れる。怪力や瞬間移動等の特殊能力を持つ。写真を撮影しても、自身の姿は写らない（ただし、ガラスや鏡には姿が写る）。
その正体は10年前に死んだ真琴の初恋の相手・歩。当初、人間だった時の記憶は失っていたが、あるきっかけで断片的に思い出していくが、結局血を吸うことはなかった為に塵になり消滅した。
カイト
演 - 近藤真彦（特別出演）
ルカのお目付け役で400年生きてきた、神出鬼没のヴァンパイア。初めての吸血で人間界を訪れた半人前ヴァンパイア達の手解きを担うが、本人は、人間界はあくまでも餌場で「くだらなくてちっぽけな世界」だと思っている。ルカ同様に元人間で、愛する女性の血を吸うことができず、塵になりかけた過去がある。

### 新條家
三浦敦子（37）
演 - 堀内敬子
二朗の娘で将太の母親。光陽学院高等学校のOG。学生時代に知り合った夫を5年前に亡くしている。働き者で客の評判も良い。普段は明るいが、怒るとルカも恐れる程に怖い。
三浦将太（10→11）
演 - 森本慎太郎（ジャニーズJr.）
敦子の一人息子で二郎の孫。ルカを「ルカにい」と呼び慕う。明朗快活だが、家族の中で一番しっかりしている。店のマスコット的存在。
新條二朗（67）
演 - 伊東四朗
中華料理店「しんじょう」の店主。カイトの魔力で、突然やって来たルカを遠戚と思い込み、温かく迎えて居候させる。

### 光陽学院高等学校の関係者
夏川真琴（25）
演 - 加藤ローサ
本作品のヒロイン。2年3組の担任教師。担当科目は英語。雅之と交際中。10年前に死別した初恋の相手・歩と似ているルカが気になり始める。明朗快活で困っている人を見ると放っておけないお節介な性格。家族がおらず、天涯孤独。ルカが自身と歩の二人だけしか知り得ない秘密を知っていたため、彼の正体が歩だと気付く。
藤井雅之（27）
演 - 姜暢雄
学院副理事長。真琴の恋人。優しくて頼り甲斐がある、大人の男性。
藤井咲子（52）
演 - 高橋ひとみ
学院理事長。雅之の母親。息子と真琴の交際を優しく見守っている。
犬塚
演 - 綿貫正市
歴史教師。
猫田
演 - 真下有紀
教師。
亀田
演 - 外間勝
体育教師。
猿渡
演 - 朱源実
化学教師。
上松頼子、堂元健児、南利雄
教師。

### 光陽学院高等学校2年3組の生徒
高木香織（16）
演 - 桜庭ななみ
学級委員で演劇部所属。優等生だが、真面目で大人しく、自分の意見をはっきり言えずに胸にしまい込んでしまう性格。ルカに惹かれていく。
半田宏人（16）
演 - 中島健人（B.I.Shadow）
明るく天真爛漫なお調子者で、非常に世話好き。ミーハー。当初はルカと対立していたが、彼が真琴に想いを寄せていると思い込み、自らの恋愛秘伝を伝授したり、ルカが真琴と二人きりになれるよう協力する。自称「歩く恋愛辞典」。香織に想いを寄せ、彼女にアプローチをするが、相手にされない。
松山直樹（16）
演 - 入江甚儀
オカルト好きで、クラスでも浮き気味な男子。霊感があると言っているが、実際にはない。ルカに興味を持ち、その正体にも薄々気づいていた。
植村ともみ（16）
演 - 岡本玲
女子のリーダー格で、明るく気の強い派手な女の子。ルカにアプローチするが、全く相手にされない。
吉岡裕二（16）
演 - 太賀
宏人の親友。いつも明るく元気な三枚目。
稲葉早紀（16）
演 - 峯岸みなみ（AKB48）
斉藤英理子（16）
演 - 西村優奈
品川ゆかり（16）
演 - 森山沙月
ともみの親友。
江口卓巳（17）
演 - 大和田健介
サッカー部。将来の夢はJリーガー。
織田信輝（16）
演 - 染谷将太
サッカー部。なにかとツッコミする。
北村りか（16）
演 - 小林さり
大久保千佳（16）
演 - 永井杏
| - 上野貴子 - 坂田梨香子 - 大崎亜梨沙 - 新穂えりか - 目黒百合 - 馬場梨里杏 - 渋谷彩子 - 高田里穂 - 大塚典子 - 岡野真也 - 田端華子 - 尾崎千瑛 - 寺門茶々 - 齊藤絵里奈 - 肥後寧々 - 原田理央 - 上島蘭 - 吉谷彩子 | - 上杉謙二 - 結城洋平 - 加藤清春 - 五十畑颯斗 - 島津義一 - 桑野晃輔 - 武田信介 - 山田諒 - 伊逹政之 - 染谷俊之 - 北条広康 - 尾形卓哉 - 前田利裕 - 深澤大河 - 毛利元気 - 笠井しげ |

### その他
小田島
演 - 深沢敦
「しんじょう」の40年来の常連客。

### ゲスト
ヴァンパイア
演 - 滝口幸広（第1話）
ルカの後に人間界にやって来て、1日で女性の血を吸ったヴァンパイア。
老人
演 - 市川千恵子、藤堂悠紀子、篠塚登紀子、木下貴夫（第2話）
2年3組がボランティアで合唱を披露した老人ホーム「福寿園」の入所者。
浅井
演 - 永倉大輔（第3話）
敦子に求婚したが断られる。将太たちには借金取りだと勘違いされる。
引ったくり犯
演 - 上野山浩（第5話）
自転車で追い抜きざまに真琴のバッグを引ったくったが、居合わせたルカの能力で転倒し逃亡。
チンピラ
演 - 後藤健、雲雀大輔、九島洋一、遊木康剛（第5話）
肩がぶつかったルカに因縁をつけて暴行を加えるが、逆にルカの能力で飛ばされてしまう。
ハーデス / 小早川
演 - 横山裕（第8話）
カイトと過去に因縁がある、50年生きてきたヴァンパイア。女子高生を襲っている最中にルカと出会ったのを機に、自らの魔力で光陽学院高等学校に英会話の講師として赴任し、生徒や教職員を意のままに操った。学校では自分が襲った女子高生の名字から小早川と名乗っていた。
女子高生
演 - 吉良事恵（第8話）
小早川美帆
演 - 清水真緒（第8話）
小早川に襲われた女子高生。
近所の住民
演 - 兎本有紀、洪明花、田中登志哉（最終話）
ルカが化け物だという噂を聞き、「しんじょう」に怒鳴り込む。

## スタッフ
- 脚本 - 小川智子、大久保ともみ、半澤律子
- 脚本協力 - 永田優子
- 演出 - 村上正典、都築淳一、根本和政、白木啓一郎
- 音楽 - 菅野祐悟
- 主題歌 - 中山優馬 w/B.I.Shadow 「悪魔な恋」（ジャニーズ・エンタテイメント）
- ビジュアルエフェクト - 日本エフェクトセンター（泉谷修、矢ヶ崎綾子、川端孝）
- スタント - 劔持誠
- 協力プロデューサー - 高嶋公美（関西テレビ）
- プロデューサー - 豊福陽子（関西テレビ）、貸川聡子（共同テレビ）
- 協力 - バスク、フジアール、ベイシス、レモンスタジオ、フラッグシップ
- 制作 - 関西テレビ、共同テレビ

## 放送日程
| 各話                                                      | 放送日   | サブタイトル                  | 脚本         | 演出       | 視聴率 |
| --------------------------------------------------------- | -------- | ----------------------------- | ------------ | ---------- | ------ |
| 第1話                                                     | 07月07日 | 禁断の恋の始まり              | 小川智子     | 村上正典   | 8.5%   |
| 第2話                                                     | 07月14日 | 恋のめざめは、血の匂い…       | 小川智子     | 都築淳一   | 7.5%   |
| 第3話                                                     | 07月21日 | 牙が消えた? 切ない二人の夜    | 大久保ともみ | 根本和政   | 6.4%   |
| 第4話                                                     | 07月28日 | 16歳のプロポーズと衝撃の事実  | 半澤律子     | 村上正典   | 6.8%   |
| 第5話                                                     | 08月04日 | なぜ好きになってはいけない?   | 小川智子     | 都築淳一   | 5.3%   |
| 第6話                                                     | 08月11日 | 俺は人間だった…!? 戻れない恋  | 半澤律子     | 村上正典   | 5.5%   |
| 第7話                                                     | 08月18日 | 禁断の恋と言われてもいい!!    | 小川智子     | 白木啓一郎 | 5.9%   |
| 第8話                                                     | 08月25日 | 最強の敵!! 暴かれた正体       | 大久保ともみ | 村上正典   | 6.8%   |
| 第9話                                                     | 09月01日 | さようなら愛しい人 吸血鬼の涙 | 半澤律子     | 都築淳一   | 6.2%   |
| 最終話                                                    | 09月08日 | 初めてのキス、永遠の誓い      | 小川智子     | 村上正典   | 7.5%   |
| 平均視聴率:6.7%（視聴率は関東地区・ビデオリサーチ社調べ） |          |                               |              |            |        |

- 初回視聴率および全話すべてが一桁だった作品は同枠では『こいまち』以来で、平均視聴率は同枠では2015年4月期の『戦う!書店ガール』（4.7%）が放送されるまでは歴代最低記録であった。